# 阿奇雷亚莱主教座堂
阿奇雷亚莱圣母领报主教座堂 (義大利語：Duomo di Acireale, Cattedrale Maria Santissima Annunziata) 是天主教阿奇雷亚莱教区的主教座堂，位于意大利西西里卡塔尼亚省阿奇雷亚莱的主教座堂广场（Piazza Duomo）。1870年宣布为主教座堂。

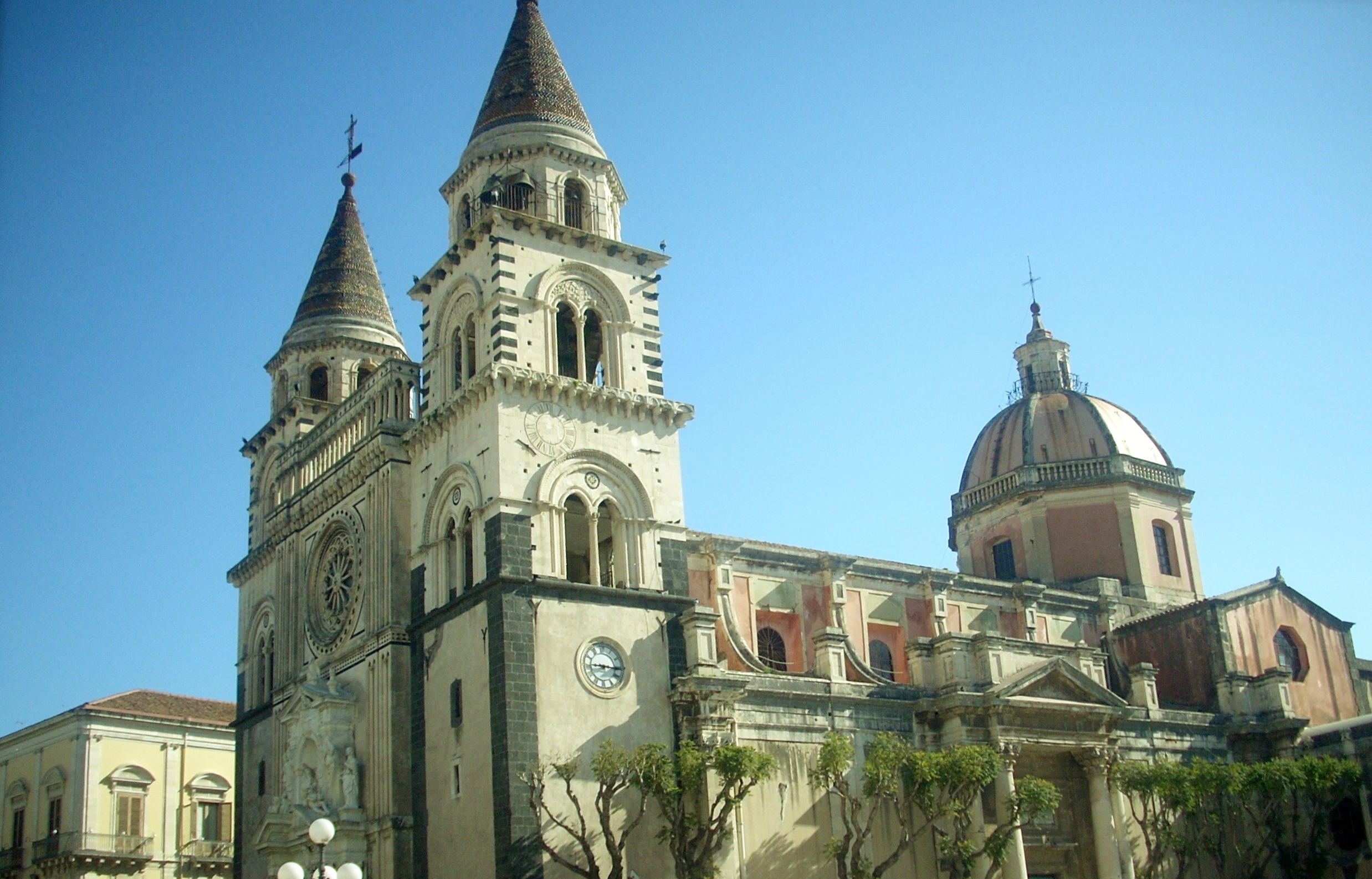

该堂兴建于1597-1618年之间，当时是一个普通的堂区，几年后获得该市的两位主保圣人之一圣Venera的遗骨极大的扩大。该建筑在1693年地震中幸存下来, 目前的主教座堂是一座17世纪建筑。
特别值得注意的是其巴洛克大门，建于1668年。两座钟楼为矫饰主义风格，八角形，南塔建于1655年，北塔以及玫瑰窗建于1890年。内部是17世纪巴洛克风格。